# がんばれゴエモン〜でろでろ道中 オバケてんこ盛り〜
『がんばれゴエモン〜でろでろ道中 オバケてんこ盛り〜』（がんばれゴエモン でろでろどうちゅう オバケてんこもり）は、1998年12月23日にコナミより発売されたアクションゲーム。NINTENDO64版「がんばれゴエモン」シリーズの2作目。海外では『Goemon's Great Adventure/Mystical Ninja 2 Starring Goemon』のタイトルで発売された。

## 物語
物知り爺さんに呼ばれ、忍者屋敷に遊びに行ったゴエモンとエビス丸が見たものは、死者を生き返らせる力を持つ究極の機械「召喚マシン」だった。実験しようと爺さんがレバーを引いた瞬間、かつて未来の大江戸で戦った悪人シスタービスマルが突如姿を現し、マシンを奪って逃げ去ってしまう。ビスマルはそのマシンを使って魔界のプリンスを召喚し、この世を2人の愛の世界に変えるつもりだという。ゴエモンとエビス丸は、ビスマルの企みを阻止すべく後を追うのであった。

## ゲーム概要

### 基本システム
基本システムはSFC版『2』と同じエリアマップ形式の横スクロールアクションとなっている。各エリア内で装備を買い整えるための町ステージを経由しつつ道中ステージをクリアしていくことで進行し、城ステージおよびインパクトステージのボスを倒すとエリアクリアとなる。
アクションステージは横スクロールだが、ステージの全部がポリゴンで描画されており、ステージ分岐で画面の奥側や横河に回り込んだり、画面奥から敵が攻撃を仕掛けてきたりと、3D空間を活かしたギミックや演出が施されている。
本作では特定地点通過条件の「手形」の比重が増加しており、城ステージ間を塞ぐ関所を通過するために、エリア毎に手形を規定枚数集める必要がある。手形は道中ステージをクリアしたり、町ステージなどでのミッション（依頼）をクリアすることによって報酬として受け取ることができ、これらの繰り返しで先へ進んでいく。手形をもらえるミッションには、依頼を受けられるキャラクターが限定されていたり、行える時間・期間が限定されていたり、特定のステージをクリアしないと受けられないものもある。また制限時間が設定されている場合もある。
最終エリアを除き城ステージクリア後にインパクト戦が挿入され、旧作同様に巨大メカと戦う。本作ではインパクトのパートナー機、ミス・インパクトが加わり、2体同時参戦での戦いとなる。
本作のライフは3で固定でライフの上限は上昇しない。防具アイテムが実質的にライフ上限増加の役割となっており、防具アイテムを取得すると防御力を示す鎧ゲージ（青：全3ポイント）が増加する。ライフの上限を上昇させるアイテムであった「金の招き猫」は本作ではの防御用の消費アイテム扱いであり、取得するとライフゲージおよび鎧メーター3ポイント分と武器レベルが最大に増加する。穴や即死地形に落下してミスすると、防具アイテムの効果は全て消滅する。

### 基本操作
アクションステージでの操作形態は基本的にスーパーファミコンの作品と同じ操作になるが、今作では少々の仕様変更がなされている。
Aボタンでジャンプ、Bボタンで攻撃、3Dスティックで移動するのは通常通りだが、Cユニットボタンはインパクト戦以外では使用せず、サブウェポンおよび特殊アクションの操作がA・Bボタン以外の個別のボタンに割り当てられるようになった（Zトリガーボタン・Lボタン＝サブウエポン、キャラクター個別の特殊アクション＝Rボタン）。
また、ライトポジション・ファミコンポジションに対応しており、3Dスティックの他、十字キーでも移動が可能になっている。3Dスティックでは前作同様に倒し方による移動速度調整ができ、十字キーでは常時、レバーを倒しきった時同様の最速状態での移動となる。また、町ステージでのみ、Bボタンダッシュが可能となり、各キャラクターの最速ダッシュ中にさらに加速させた状態で移動することができるようになる。
町ステージも横スクロールだが、奥行きの概念があり画面奥や手前に移動できる。町ステージではサブウェポン、特殊アクションは使えなくなり、Zトリガーボタンはしゃがみになる。

### 2人プレイ
2人同時プレイが可能。1人でプレイ中に2プレイヤーのスタートボタンを押すことで、途中参加も可能。ただし2人プレイ時に同一キャラクターを使用することはできない。
SFC版『1』『2』で登場した「おんぶシステム」が復活。移動と攻撃を分担し、協力して進めることができる。またおんぶ時にはサブウェポンがパワーアップする。プレイ中片方の残機がすべてなくなっても、もう片方の残機が2以上残っていれば、それをもらって復活できる。
インパクト戦では2体を分担して操作する（1Pはゴエモンインパクト、2Pはミスインパクトを操作）。フィールド側の操作は、Aボタンでジャンプ、Bボタンでキセル（おぼん）で殴る、Zボタンで小判攻撃となる。キセル（おぼん）が敵に命中すると、コックピット側のインパクトに飛んでいき、さらなる連携が可能になる。特殊アクションのバトンパスを使うとコックピット側とフィールド側の操作を交代できる。

### 4人プレイ（隠し要素）
本作ではゲーム中で手に入る手形をすべて集めることで4人同時プレイが可能となり、4人での協力プレイが楽しめる。ただし、3P、4Pのキャラクターは画面に体力、残機などのプレイヤー情報が出ず、ステージ毎に裏技のコマンド入力を行う必要がある。また、水中エリアではサスケとヤエ以外は使えなくなる。

## ステージ構成
本作は全5エリアからなり、エリアごとに以下の5つのステージから構成されている。
道中ステージ
オバケだらけの道中を突き進む、横スクロールアクションステージ。
制限時間がない代わりに時間帯の概念が存在し、ステージ内での時間経過と共に昼と夜が交互に入れ替わる。夜になると昼と異なる強いお化けが登場し落とす小判の量も増える。また、昼のお化けが落とす小判の量も増える。
途中でやられた場合でも、これ像くんを取っていればその地点から再開できる。ゴール地点に落ちてくるゴールタヌキを壊すことでクリアとなり、この際、手形が手に入る。ゴールが2つ存在しルート分岐が発生するステージもあるが、本作では偽のゴールは存在しない。
クリア済みのステージでは、手形ではなく小判が出てくるようになっており、壊したときのタヌキの向きで出る小判の量が変わる（正面を向いているほど多い）。
旧作ではミス時にエリアマップに戻されたが、本作ではゲームオーバーになるまでリトライが継続されマップに戻ることはできない。その代わり、スタート地点の左側を通過することで任意にエリアマップに戻ることが可能で、ステージをクリアすればポーズ画面の選択肢から自由に出ることができるようになる。
ステージ構成が旧作と比較して長くなっているため、これぞうくんが配置されている他にも中間地点となるポイントが用意されているステージも存在し、通過後にミスするとそこからの再開となる（城ステージ含む。また、目印は特にない）。また、SFC版『2』ではこれぞうくんを取得していた場合のみ、コンティニュー後に中間地点から再開できなおかつこれぞう君の効果がセーブデータに記録されるようになっていたが、本作ではコンティニュー後は必ずステージ冒頭からの再開になる。
町ステージ
各エリアに1つずつ配置されている。体力回復やセーブ、キャラチェンジ、アイテム購入などを行う各種施設がそろっている。
その他、ミッションを受けられる地点が各所に存在している。町によっては入り口以外から出ないと次に進めないこともある。
道中ステージ同様に時間帯の概念が存在し、ここでは昼、夕方、夜、朝の順に変化していく。
関所ステージ
城の手前に必ずある関所。エリアごとに規定の数の手形を集めて持っていくと突破でき、城に入ることができる。
城ステージ
敵の本拠地を進むアクションステージ。道のりは通常の道中ステージよりも格段に長い。
最後に待ち受けるボスを倒すとクリアとなる。旧作同様、1度入ると入れなくなる。
ボス戦では1回ミスすると救済措置としてフィールド内に銀の招き猫が2個出現し、2回以上ミスすると金の招き猫が2個出現する。
巨大ボスステージ
ゴエモンインパクトとミスインパクトを操作し、巨大メカと対戦するステージ。
本作では城ステージの一部として組み込まれており、城ステージのボス戦クリア後にそのまま戦闘に移行する。加えてエネルギーや小判を稼ぐ前哨戦ステージが本作では存在せず、油は500、小判は573両で固定となっている。
操作はコックピット側とフィールド側に分かれており、1人プレイ時はコックピット側を1Pが、フィールド側はCPUが担当し、2人プレイ時はコックピット側とフィールド側を分担して操作する。Rボタンで相手に向かってバトンを投げ、うまくバトンが渡れば片方のインパクトに交代することができる（2P同時プレイ中はフィールド側とコクピット側を交互に交代する）。交代中は敵の攻撃がキャンセルされるという特徴があり、これを敵の回避に利用できるが、バトンを受け損なうとバトンパスからやり直しになる。
操作中のインパクトの油が0になった時点で敗北となり、残った側での戦闘続行は不可能。敗北後の再戦は2回までとなっており、3度の戦いに全て敗北すると残機に関わらず強制的にゲームオーバーとなる。その代わり、インパクト戦での敗北自体は残機の減少に影響せせず、コンティニュー後は城ステージクリア時点での残機をそのまま引き継いでエリアマップから再開し、城ステージを再選択するとインパクト戦からの再開となる。
旧作同様、1度クリアすると再戦は不可能。

## 各種施設
本作では物価が旧作よりも格安となっており、宿屋・万屋・飯屋の利用料金は全エリア一律で100両以下となっている。
万屋
アイテムを買い整える店。回復アイテムと防御アイテムを売っている。
飯屋
食事をしてその場で体力回復する。値段の一番高いものを選ぶと体力全快に加え、残機数が1増える。「元祖まんぷく飯屋」と、アイテムの効果は同じだが値段が微妙に安い「本家まんぷく飯屋」の2種類がある（後者は安い代わりに店員の接客態度が悪く、食べ物も飯屋で出すものとは思えないようなものばかりである）。
宿屋
体力回復とセーブポイントを兼ねた宿泊施設。本作では無料の部屋があり、体力が回復しない代わりに夜から朝の時間帯に任意で変更できる。
茶店
キャラクターチェンジを行う施設。
異次元茶店
道中・城ステージのみに存在する転送装置からいける茶店。役割は茶店と同じ。特定キャラクターの能力でないと進めない場所にある。
押して動かしたり特殊能力で破壊する一部の障害物は茶店に戻ると配置含めて元通りに復活してしまうため、障害物に対処してから別のキャラクターにチェンジして進むことはできない。

## エリア構成
エリア一 『奪われた召喚マシーンの巻』（大江戸エリア）
ビスマルを追って江戸へ戻ったゴエモンとエビス丸は、サスケからインパクトが我を忘れて暴れだし大江戸城を襲っているという情報を聞き、さらに忍者ネコのクロベエからおみつがビスマルにさらわれてしまったことを知らされる。一行はおみつとインパクトを救うべく炎上する大江戸城をひたはしる。
エリア二 『カメの上の謎の島の巻』（龍宮エリア）
インパクトを洗脳して操っていたボスを倒し、江戸の殿様とゆき姫を救ったゴエモンたちは、ビスマルが南海に浮かぶ龍宮島へ逃げ去ったと聞き、さっそく現地へ向う。異変を察知して単身調査にやってきていたヤエと再会し、彼女からビスマルが龍宮城へ逃げ込んだとの情報を得た一行は、ビスマルを追い詰めるべく城へ向かう。
エリア三 『復活?! 魔王ドウチュウ鬼の巻』（魔封島エリア）
ビスマルにまたしても逃げられてしまったゴエモンたちの前に謎の少女スザクが現れ、ビスマルが魔封島へ逃げたと告げる。どうやら妖怪の仲間らしい彼女の言うことを訝しむも他に手がかりもないため、一行は彼女の助言に従い、ビスマルが復活させようと目論む最悪の鬼・ドウチュウ鬼が封印されている魔人城がある魔封島へ向う。
エリア四 『召喚マシーンはいずこへ？の巻』（地底界エリア）
急ぎ駆けつけたゴエモンたちであったが、一歩遅くドウチュウ鬼の復活を阻止することはできなかった。ものしり爺さんからの助言を受け、一行は妖怪たちを召喚し続ける召喚マシンを破壊すべく、妖怪たちの住む地底世界へと向う。
エリア五 『空の上の大決戦!!の巻』（浮遊城エリア）
目的を果たして地上に戻った一行の前に再びスザクが現れ、ドウチュウ鬼が空に浮かぶ巨大な城に居を構え、地上世界の征服に乗り出したことを伝える。かつて故郷をドウチュウ鬼に滅ぼされた過去を持つ彼女からドウチュウ鬼打倒の願いを託されたゴエモンたちは、最終決戦に挑むべく、ドウチュウ鬼の待つ浮遊城へと乗り込んでいく。

## 登場人物

### プレイヤーキャラクター
ゴエモンとエビス丸は最初から使用可能で、ゲームを進めることでサスケとヤエがそれぞれ仲間に加わる。本作でのキャラクターチェンジは専用の施設である町ステージ内の茶店、もしくは道中ステージ内に存在する異次元茶店でのみ可能（旧作と異なりワンボタンでは行えない）。それぞれ使用する武器や特殊能力が異なり、プレイヤーチェンジを駆使しないと先に進めない場面も存在する。
プレイヤーキャラクターのライフ（体力）は3、残機数の初期値は3（表示は2）。攻撃を受けライフが0になる、即死地形に落ちることでミスとなって残機が減り、残機が無くなるとゲームオーバー。今作ではコンティニューしても所持金が半減することはない。なお、セーブ時には所持金と残機数も記録される（それぞれ所持金100両、残機3以下の場合は初期値に戻る）。
メインウェポンには3段階のレベルがあり、道中で「銀の招き猫」を取ると1段階アップ、ダメージを受けると1段階ダウンする。サブウェポンの強さはレベルに関係ないが、所持金を消費するため小判がないと使えない。例外としておんぶ技だけは小判を消費せずに使える。なお、特殊能力の武器や飛び道具で敵を倒すとアイテムが出現しない。
手形を全て集めた状態でプラズマ占いへ行くと、各地の万屋で各キャラクターに対応した服が売り出されるようになる。これを買い集めると、データロード時のキャラクターセレクトの際に3Dスティックの上下で自由に変えられ、キャラクターの選択画面やムービーなどにも反映される。また、一度購入すると他データでも使えるようになる。
ゴエモン
声 - 松本保典
本作の主人公。天下の義賊でちゃきちゃきの江戸っ子。召喚マシン強奪の現場に居合わせ、マシンを取り戻すべく旅立つ。
素のジャンプ力と移動速度は標準的だが、唯一、二段ジャンプが可能で、総合的なジャンプ力は4人中最も高い。
- メインウェポン：キセル→銀のキセル→黄金のキセル
- サブウェポン：小判（溜め撃ち時：炎の小判）
- おんぶ攻撃：波動小判。前方に貫通性能のある小判弾を打ち出す。
- 特殊アクション1：チェーンキセル。「卍」マークのブロックを破壊できる。
- 特殊アクション2：二段ジャンプ。ジャンプ中にタイミングよくボタンを二度押しすることで二段ジャンプができる。
- 着せ替え服：ランドセル、ターバン、インパクト。

エビス丸
声 - 緒方賢一
ゴエモンの相棒で、自称「正義の忍者」。ゴエモンと共にビスマルを追って旅立つ。
機動力が従来通り低く、移動速度が最低でジャンプ力は三番目に高い。
特殊アクションのヒップアタックは横方向への飛距離は小さい代わりに真上への飛距離が非常に大きいため、もう1つの特殊アクションと併用することで高所へのジャンプ力を補うことが可能。
- メインウェポン：ナニワのしゃもじ→うるわしの羽子板→化粧羽子板
- サブウェポン：手裏剣（溜め撃ち時：おならボム）
- おんぶ攻撃：ゲッシュニンキラー。敵を追尾する手裏剣を投げる。
- 特殊アクション1：ジャンプ中に十字キー下でヒッププレスを繰り出す。発動中は無敵。
- 特殊アクション2：美声のメガホン。実体化した「ホニー」の声を放ち、攻撃の他、足場代わりに利用できる。
- 着せ替え服：タヌキ、ふんどし、まわし。

サスケ
声 - 堀絢子
物知り爺さんがこしらえた、硬派なからくり忍者。大江戸城を襲うインパクトのことをゴエモンに知らせに駆け付け、共に戦う。
体が小さいので敵の攻撃や一部の障害物をかわしやすい。移動速度は最も高いが、珍しくジャンプ力が最低。背が低いため一部の敵の攻撃をかわしやすい。
水中パーツの装着により今回は水中でも活動可能。
- メインウェポン：くない→くない大切り→くない二刀投げ（攻撃と同時に前方に1発くないを射出する。これで倒した敵からはアイテムが出ない）
- 上攻撃および伏せ攻撃：ちょんまげ。
- サブウェポン：花火爆弾（溜め撃ち時：大花火爆弾）
- おんぶ技：八双クナイ。八方向にくないを打ち出す。
- 特殊アクション：サスケダイブ。ヤエ同様に水中を移動できる。潜水中はくないによる近接攻撃しかできないが、移動中に働く慣性は強くなくヤエと比べてコントロールしやすい。。
- 着せ替え服：ブルマ、原始服、メイド服。

ヤエ
声 - 笠原留美
秘密特捜忍者の一員で、ゴエモンたちのお姉さん的存在。ビスマルの暗躍を察知していち早く竜宮エリアに向かっており、ビスマルの逃げ込んだ場所を知らせたのち仲間に加わる。
地上での移動速度はサスケと同じでジャンプ力が2番目に高いが、性能面を補える特殊アクションは持たないため水中戦では強い一方、地上では特筆して有利と言える点はない。また、本作では下突き攻撃は削除されている。
- メインウェポン：刀→くのいちの刀→覇王の刀
- サブウェポン：ヤエバズーカ（溜め撃ち時：ロックオンバズーカ）
- おんぶ技：ナパームバズーカ。ヒット時に拡散する弾を撃つ。
- 特殊アクション：ヤエ人魚。人魚に変身し水中を自在に移動できる。ダッシュアタックによる突進攻撃[3]に加えバズーカ攻撃が可能（金は消費しないが溜め撃ちは不可）。サスケダイブより有利だが、移動中の慣性が強いため旧作と比べて操作し難く、サブウェポンでの攻撃も当て難い。
- 着せ替え服：うさぎの服、やばい水着、きらめきの服。全キャラクター中、服の値段がもっとも高い。

ゴエモンインパクト
声 - 松本保典
巨大からくりメカ。
シシカカシに洗脳され、大江戸城で暴れ回っていたが、ゴエモンたちによって救われた後は、巨大メカボス戦で活躍するほかエリア間を移動する際にも登場する。
ミスインパクト
声 - 丹下桜
物知り爺さんがゴエモンインパクトの助っ人として開発した女性型ロボット。能力はゴエモンインパクトとほぼ同じだが、若干華奢になっている。容姿が街娘風になっているだけで顔はインパクトそのものだが、物知り爺さんいわくモデルはおみっちゃんらしい（それを聞いて彼女は気絶した）。

### 敵キャラクター
シスタービスマル
声 - 緒方賢一
物知り爺さんが造った召喚マシーンを奪いドウチュウ鬼を復活させた今回の事件の張本人。オカマ。エビス丸によく似ており、声も同じだがエビス丸より声が高い。よく似た容姿からエビス丸の子孫疑惑があるが、エビス丸との関係は不明。
SFC版『3』で登場した未来の江戸出身の未来人なのだが、同作のエンディングにて改心した獅子重禄兵衛に置いて行かれてしまったため、この時代に居座っている。ナルシストなところもエビス丸にそっくりで、再会したゴエモンからは「いつかのバケモノ」と言われた際にも「自分の美しさに嫉妬してる」と言ったほど。
男好きな性格でドウチュウ鬼に惚れているが、当の本人からは迷惑がられており、最終決戦にて話の腰を折ったために怒ったドウチュウ鬼に吹き飛ばされて行方知れずとなった。エンディングで物知り爺さんが開発した召喚マシーン2号機によって再び復活し、2号機を奪おうとするものの、物知り爺さんがつけた余計な機能のおかげで成敗された。
ハニワ兵
本作で最も多く登場するザコ敵。古代の埴輪にビスマルが復活させた霊が乗り移ったもの。耐久力は低く一撃で倒すことができる。バリエーションが豊富で、ピンク色の通常タイプのほか、目つきが悪く刀を振り回してくる緑色のタイプ、緑同様目つきが悪くバズーカで遠距離攻撃を行ってくるオレンジ色のタイプ、シールドでひたすら防御を固める青いタイプ、バズーカとシールドの両方を持ち、プレイヤーの攻撃を防いだ後に反撃してくる水色のタイプがおり、また通常タイプにも一回り大きいサイズや逆に非常に小さいサイズの個体が存在する。
その他、多数の妖怪が登場し、がしゃどくろ、提灯お化け、牛鬼、烏天狗、一つ目入道、一目連、輪入道、濡女などの日本妖怪から、魔女、キジムナー、バックベアード、ハイター・スプライトといった世界各地の妖怪も登場する。なお、唯一「和菓子将軍」のみが前作より続投している。

#### ボスキャラクター
よぶこ型洗脳メカ シシカカシ
大江戸エリアのボス。インパクトの頭に取り付き、洗脳して大江戸城を襲わせ、さらにはおみつを体内に閉じ込めた。
本体を中心に外周360度に広がる円状のフィールドで戦うことになり、口から弾や炎を吐いたり、しっぽを回転させて攻撃してくる。インパクトを操ってプレイヤーを攻撃させることもある。
本体への直接攻撃はできず、吐き出してくる弾をはじき返すことでダメージを与える。
モデルは呼子。
魅惑のマーメイド たいさんば3
声 - 菅原淳一
竜宮エリアのボス。他のタイサンバシリーズと異なり、名前がひらがな表記である。『ネオ桃山幕府のおどり』に登場したタイサンバ2の同型機で、赤いボディの2に対し青いボディが特徴的。大きすぎて海面から出ている頭しか見えない。マーブル弾やリップルレーザー、右手に持ったバリバリ棒からの電撃で攻撃してくる。
シシカカシ同様のフィールド構成になるため直接攻撃はできず、各所のウインチを破壊することで仕掛けられている金だらいや丸太を作動させてダメージを与える。ダメージを与える度にウィンチの数が増えていく。計4回ギミックを発動させれば勝利となる(海外版は5回)。
地獄の門番 ゴロツ鬼　
魔封島エリアのボス。体が大きく、その体を生かして攻撃してくる。巨体の割には動きが素早く、金棒で殴りかかってきたり、自ら転がってきたりする。鬼の体に計3回攻撃を与えると体外に飛び出てくる魂が本体であり、それを攻撃しないとダメージを与えられない。3回ダメージを与えると体の中に逃げ込んでしまう。
フィールドは横スクロール固定となる。
復讐の戦士 カブキ64
声 - 柳沢栄治
地底界エリアのボス。SFC版第1作目の6面のボスとして初登場し、以降ゴエモンに復讐するため、改造に改造を重ね幾度となく立ちはだかってきた因縁の宿敵であり、地底城地下の出口の門番として立ちはだかる。
登場時の「ここであったが100年目」と、倒されたときの「夢、破れたり」にボイスが付いている。毒霧、鉄柱、飛び六方で攻撃してくるほか、画面奥に出てくる海坊主を使ってゴエモンを倒そうとする。
隙が非常に少なく、正面からの攻撃は全て下駄で防いでしまう。画面奥から手前にジャンプして着地した一瞬や毒霧を吹き出している時、飛び六方攻撃中の時にのみ攻撃が通り、計5回ダメージを与えると画面奥へ吹き飛び一定時間気絶する。その隙に援護として動き出す海坊主を誘導し振り下ろされた金棒を利用することで大ダメージを与えることができる。
説明書では「過去の戦いで絶命した」と記載されているが、復活の詳しい経緯は不明である。
ゴロツ鬼同様、フィールドは横スクロール固定となる。
大魔王 ドウチュウ鬼
声 - 菅原淳一
浮遊城エリアのボスであり、本作のラストボス。過去に妖怪世界を壊滅寸前まで追い詰めた鬼。300年前に地上進出を目論んだことで勃発した妖怪同士の戦争に敗れ魔封島にある魔人城に封印されていたが、召喚マシーンにより復活する。シスタービスマルに惚れられており、とても迷惑している。酒が好物。
通常のボス戦同様の2D戦闘となり、1度目の戦いでは、プレイヤーキャラクター中心に外側を360度円状に回転しながら3WAY弾、病気弾で攻撃してくる。
2度目の戦いでは横スクロール固定の戦いとなり、牛のような巨大な怪物に変身して画面奥から噛み付き、鼻息、レーザー光線で攻撃してくる。この際は鼻を一定回数叩くことで気絶させ、口の中にあるのどちんこに攻撃することでダメージを与えられる。
最終的には、二度の戦闘に敗れた後に肉体を捨てて魂のみの状態で逃走を図るもののエビス丸のオナラによって消滅する。
セリフには一切声が憑いていないが、初登場時と最終決戦での第2段階への変身時に発する叫び声とプレイヤーキャラクターに攻撃を命中させた時に発する笑い声、撃破後のデモシーンで消滅する際の悲鳴にボイスが付いている。

#### インパクトボス
本作では「無敵状態になり固有のモーションでゆっくりと近づきながら必殺技を出してくる」「破壊可能なオブジェクトを連続で発射して攻撃」という特徴がすべてのボスに用意されており、前者はバトンパスを利用しないと回避し辛い、もしくは回避ができない。
変形オカマメカ ビスマルエレガント（ビスマルエレガント改）
声 - 緒方賢一
エリア1のインパクトボス。『3』に登場したビスマル所有の巨大メカの後継機。
ビンタやキッスの他、ハートマークを飛ばしてで攻撃したり、オカマにかけて羽釜に変形しての突進攻撃なども繰り出してくる。足が車輪だった前回の機体とは違い、脚部その物が巨大なホバーとなっている。
魅惑のマーメイド タイサンバ4
声 - 菅原淳一
エリア2のインパクトボス。ゴエモンたちに敗れたたいさんば3が逃亡した後、すぐにパワーアップした姿（弟という説もある）。姿と大きさは3と同じ。
前作に登場した2や3と同じ攻撃方法が多く、マーブル弾を飛ばしたり、イカスミで目くらましをしたスキに突進（突進時にフェイントを混ぜることもある）してくる。水中での戦闘になり、また前作にあったレーダー機能がなくなっているので敵の姿を見失いやすいが、何かと相手から接近することが多い。
ウクレレハワイアン 風雷神
エリア3のインパクトボス。ビスマルが作った鬼型巨大メカ。泡風呂の入浴中に呼ばれた際にウクレレを持ってくるのを忘れてしまい、顔には出なくとも不機嫌らしい。
雷様のように背中に太鼓を背負っており、太鼓を飛ばす、バチで殴りかかる、頭突き攻撃などを持つ。こちらも相手から接近することが多い。
チョー戦国メカ カブキファイナル
エリア4のインパクトボス。ゴエモンたちに敗れたカブキ64の魂が乗り移った巨大メカ。
攻撃は『ネオ桃山幕府のおどり』で登場した巨大メカ「カシワギ」に似た和風なものが多く、シリーズを通してのカブキメカの特徴である見得を切った後の張り手攻撃の他、扇子を飛ばす、御札を張り付ける（札に書かれている文字には「家内安全」や「火の用心」といったものから「交通安全」「焼肉定食」といったどこかずれたものまで様々なパターンがある）、分身し傘廻しをしながら突撃するなどカシワギ以上に多彩な攻撃を見せる。カシワギ同様ホバーで移動する。なおこの戦闘のみ水上（地底湖）で行っているようで、フィールド側のインパクトは浮き輪をつけている。
後に『大江戸大回転』ではリサイクルメカの1号機として再登場する。
極悪非道メカ デヴィル死神
エリア5のインパクトボス。ドウチュウ鬼が召喚した巨大メカ。鬼火と共に五芒星陣(海外版では鎌を模した陣)から召喚される。
手に持った大鎌による攻撃のほか、鬼火やバジュラが描かれた珠、左手の鉄球を飛ばす、フィールド側のインパクトを投げつける、さらにはこちらの油が0になるまで攻撃し続ける悪霊召喚（ビスマルエレガントやケンスケの幻影を召喚する）攻撃など「極悪非道メカ」の二つ名に恥じない戦いぶりを見せる。
攻撃力は最強クラスで耐久力も6666と高いが、防御力は低く、与えられるダメージが他の巨大メカの2倍となる。

### その他のキャラクター
スザク
妖怪の住む異世界、妖界出身のネコミミ少女。かつて故郷の村をドウチュウ鬼に滅ぼされた過去を持ち、再封印を果たすべくゴエモンたちに様々な助言を与える。
ムービーのみの登場のため影は薄いが、出番は多く重要な役割。しっぽがチャームポイント。
マオ
エビス丸の娘で、オムツをはいた幼い赤ん坊。その顔はビスマル同様エビス丸にそっくり（ほぼ瓜二つに近い）。ピンクのほっかむりを被っている。エンディングでのみ登場。
オビス丸
エビス丸そっくりの格好をした盗っ人。エビス丸の服とほっかむりが青なのに対して赤い服とほっかむりを着ている。
『きらきら道中』にてひょんなことからエビス丸と出会って以来、お互いがお互いをライバル視している。エビス丸とは違い目つきが悪い。今作では道中ステージでのかけっこ勝負を挑んでくる。他のミッションと同じく、勝てば手形がもらえる。
物知り爺さん
声 - 菅原淳一
サスケやゴエモンインパクトの産みの親。さまざまな発明をしているが、スケベな性格で時折自身の欲望のために発明品を悪用しては毎回トラブルを引き起こしゴエモンたちの旅のきっかけを作り出すトラブルメーカー。本作では過去の時代の美女を呼び戻そうと画策して作った召喚マシーンによって大騒動を引き起こしてしまう。
クロベー
ゆき姫のペットを隠れ蓑として身辺警護を務める忍者猫。エリア1・関所突破後とおみっちゃん救出成功のムービーで登場。
おみっちゃん
声 - 丹下桜
ゴエモンの住むはぐれ町の茶店の看板娘。『がんばれゴエモン2 奇天烈将軍マッギネス』以降、ゆき姫に代わってさらわれ役となっている。今回も最初はビスマルにさらわれるが、早いうちに救出され、無事に茶店に戻っている。
殿様
声 - 茶風林
毎度のようにひどい目にあっている、大江戸城の殿様。しかしおおらかな性格は健在。エリア1クリア時のムービーのみで登場。ゴエモンインパクトに城を壊されたのは今作で2回目である。破壊された大江戸城はムービー時には早くも再建されている。
モデルは江戸城の城主であって江戸幕府初代将軍だった徳川家康。
ゆき姫
大江戸城の姫様。『がんばれゴエモン〜ゆき姫救出絵巻〜』など、昔はよくさらわれていた身でもあったが、現在は殿様と共に、毎度災難に遭っている。かなりおっとりしており、殿様に似てのんびりした性格。クロベーの集めた情報のためか、事情通。ビスマルの逃げた先をゴエモンたちに教えるが、エビス丸を苛立たせるほどしゃべるのが遅い。姿はエリア1クリア時のみ登場。
モデルは徳川家康の正室だった築山殿。
ちょーさん親方
魔封島エリアの町に夜にのみ登場する花火職人。夜にサスケで話しかけると花火大会の手伝いをして欲しいと言ってくる。成功すれば手形（特級花火師免許皆伝手形）をくれる。話しかけると「オイーッス、もういっちょ、オイーッス」と挨拶をし、ミッションに失敗すると「だめだこりゃ」と言う。
モデルはいかりや長介。
こうじー
魔封島エリアの町でちょーさん親方の依頼を受けた時にのみ登場し、打ち上げ花火の筒に点火する順番を教えてくれる。
モデルは仲本工事。
イグアナのおっさん
各地の井戸に夜にのみ登場し、話しかけたり、頼みを聞いてあげると手形をくれる。
プラズマ
前作から引き続き登場の謎の占い師。本作では入手していない手形の入手場所・入手方法のヒントを教えてくれる。
宿屋の無料の部屋に宿泊すると、頭巾を脱ぎ仰向けの状態で寝ている姿を見られる。

## 主題歌
SMILE AGAIN
作詞・作曲：ゴエモン制作委員会　歌：影山ヒロノブ
オープニングムービー主題歌。
ダブル・インパクト
作詞・作曲：ゴエモン制作委員会　歌：水木一郎
インパクト搭乗デモシーンの挿入歌。アレンジ自体は『おれはインパクト』と同一だが、歌詞が替え歌となっている。

## 主なスタッフ
- ディレクター：奥谷友春
- プランナー＆シナリオ：山内円
- プログラムディレクター：八木康一
- システムプログラム：山本真裕
- デザインディレクター：山内円
- サウンドプロデューサー：上原和彦
- サウンドディレクター：荒木茂
- サウンドエフェクト：柏崎歩
- コンポーザー：荒木茂、北川保昌、栗田博生、加藤祐介、安慶名伸行
- プロデューサー：上原和彦
- エグゼクティブプロデューサー：樹下國昭

## 漫画版
山藤ひろみによってコミカライズ化されている。内容は『でろでろ道中』と『がんばれゴエモン〜来るなら恋! 綾繁一家の黒い影〜』、『がんばれゴエモン〜天狗党の逆襲〜』をミックスしたオリジナルストーリーで、『がんばれゴエモン 危機一髪ハラハラてんこ盛り道中記』のタイトルで『コミックボンボン』誌上にて連載された（ただし、天狗党の逆襲は主人公のハジメがゲスト出演する程度に留まっている）。最後の敵であるドウチュウ鬼とゴエモンの一騎討ちがクライマックスとなっており、ゴエモンがドウチュウ鬼の体内に飛び込んだところで建物が崩壊。仲間たちが脱出した後でゴエモンが生還し、皆で抱き着くというところで幕引きとなった。短期間で連載終了となったため単行本化はなされていない。